# بوي مارتن
ديفيد كيركر مارتن (بالإنجليزية: David Kirker Martin؛ 1 فبراير 1914 – 10 يناير 1991) كان لاعب كرة قدم أيرلندي شمالي محترف لعب كمهاجم، أكثر ما يتذكره الناس لفتراته في دوري كرة القدم الإنجليزية مع نوتينغهام فورست ووولفرهامبتون واندررز ونوتس كاونتي. لعب مع أيرلندا على المستوى الكامل والهواة. بعد اعتزاله كرة القدم، درب مارتن بيليمينا يونايتد وكاريك رينجرز.
في سبتمبر 1933، سجل مارتن كلا الهدفين عندما هزمت أيرلندا إسكتلندا 2–1 في بطولة البيت البريطاني. بعد أسبوعين حصل على ثنائية أخرى، هذه المرة في الدوري الأيرلندي في بلفاست عندما فازوا 3–0 على الدوري الاسكتلندي لكرة القدم.

## حياته الشخصية
خدم مارتن كطفل عازف في لعبة بنادق الستر الملكية، حيث حصل على لقبه، «بوي». أعاد تجنيده في الجيش البريطاني في وقت مبكر من الحرب العالمية الثانية وأصيب في نورماندي عام 1944.

## الإنجازات
بلفاست سلتيك
- الدوري الايرلندي: 1932–33[2]